# Гілбертсвілл (Пенсільванія)
Гілбертсвілл (англ. Gilbertsville) — переписна місцевість (CDP) в США, в окрузі Монтгомері штату Пенсільванія. Населення — 5508 осіб (2020).

## Географія
Гілбертсвілл розташований за координатами 40°19′23″ пн. ш. 75°36′31″ зх. д. / 40.32306° пн. ш. 75.60861° зх. д. (40.323041, -75.608630).  За даними Бюро перепису населення США в 2010 році переписна місцевість мала площу 8,67 км², з яких 8,67 км² — суходіл та 0,00 км² — водойми.

## Демографія
Згідно з переписом 2010 року, у переписній місцевості мешкали 4832 особи в 1824 домогосподарствах у складі 1364 родин. Густота населення становила 557 осіб/км².  Було 1901 помешкання (219/км²).
Расовий склад населення:
| - 95,7 % — білих - 1,4 % — чорних або афроамериканців - 1,1 % — азіатів - 0,2 % — корінних американців |

До двох чи більше рас належало 1,3 %. Частка іспаномовних становила 2,4 % від усіх жителів.
За віковим діапазоном населення розподілялося таким чином: 26,0 % — особи молодші 18 років, 60,0 % — особи у віці 18—64 років, 14,0 % — особи у віці 65 років та старші. Медіана віку мешканця становила 39,8 року. На 100 осіб жіночої статі у переписній місцевості припадало 94,2 чоловіків;  на 100 жінок у віці від 18 років та старших — 89,8 чоловіків також старших 18 років.
Середній дохід на одне домашнє господарство  становив 80 633 долари США (медіана — 67 399), а середній дохід на одну сім'ю — 93 409 доларів (медіана — 81 473). Медіана доходів становила 52 959 доларів для чоловіків та 42 705 доларів для жінок. За межею бідності перебувало 3,3 % осіб, у тому числі 4,0 % дітей у віці до 18 років та 5,5 % осіб у віці 65 років та старших.
Цивільне працевлаштоване населення становило 2661 особа. Основні галузі зайнятості: освіта, охорона здоров'я та соціальна допомога — 20,3 %, виробництво — 16,0 %, роздрібна торгівля — 15,1 %.